# بومونت
بومونت (بالإنجليزية: Beaumont)‏ هي مدينة أمريكية تقع في ولاية تكساس.تبلغ مساحة هذه المدينة 222.6 (كم²)،ويبلغ عدد سكانها 118296 نسمة حسب إحصاء سنة 2010 م.

## التركيبة السكانية
حدّد مكتب تعداد الولايات المتحدة بيانات التركيبة السكانية لبومونت في تعداد الولايات المتحدة. في ما يلي، التركيبة السكانية حسب تعدادي 2000 و2010.

### تعداد عام 2000
بلغ عدد سكان بومونت 113,866 نسمة بحسب تعداد عام 2000، وبلغ عدد الأسر 44,361 أسرة وعدد العائلات 29,113 عائلة مقيمة في المدينة. في حين سجلت الكثافة السكانية 516.1 نسمة لكل كيلومتر مربع (1,336.7/ميل2). وبلغ عدد الوحدات السكنية 48,815 وحدة بمتوسط كثافة قدره 221.2 لكل كيلومتر مربع (572.9/ميل2).
وتوزع التركيب العرقي للمدينة بنسبة 46.39% من البيض و45.85% من الأمريكيين الأفارقة و0.24% من الأمريكيين الأصليين و2.48% من الأمريكيين ذوي الأصول الآسيوية و0.04% من سكان جزر المحيط الهادئ و3.55% من الأعراق الأخرى و1.45% من عرقين مختلطين أو أكثر و7.93% من الهسبانيون أو اللاتينيون من أي عرق.
بلغ عدد الأسر 44,361 أسرة كانت نسبة 36.3% منها لديها أطفال تحت سن الثامنة عشر تعيش معهم، وبلغت نسبة الأزواج القاطنين مع بعضهم البعض 43.5% من أصل المجموع الكلي للأسر، ونسبة 18.1% من الأسر كان لديها معيلات من الإناث دون وجود شريك، بينما كانت نسبة 4% من الأسر لديها معيلون من الذكور دون وجود شريكة وكانت نسبة 34.4% من غير العائلات. تألفت نسبة 29.5% من أصل جميع الأسر من عدة أفراد يعيشون في نفس المنزل ونسبة 10.7% كانت تتألف من شخص يعيش بمفرده يبلغ من العمر 65 عاماً أو أكثر. وبلغ متوسط حجم الأسرة المعيشية 2.50، أما متوسط حجم العائلات فبلغ 3.12.
بلغ العمر الوسطي للسكان 34.5 عاماً. وكانت نسبة 26.8% من القاطنين تحت سن الثامنة عشر، وكانت نسبة 9.5% بين الثامنة عشر والرابعة والعشرين عاماً، ونسبة 27.4% كانت واقعةً في الفئة العمرية ما بين الخامسة والعشرين والرابعة والأربعين عاماً، ونسبة 20.9% كانت ما بين الخامسة والأربعين والرابعة والستين، ونسبة 12.7% كانت ضمن فئة الخامسة والستين عاماً فما فوق. يوجد لكل 100 أنثى 89.3 ذكر، ويوجد لكل 100 أنثى في الثامنة عشر من عمرها فما فوق 85.1 ذكر.
بلغ متوسط دخل الأسرة في المدينة 32,559 دولارًا، أما متوسط دخل العائلة فبلغ 40,825 دولارًا. وكان متوسط دخل الذكور 35,861 دولارًا مقابل 24,255 دولارًا للإناث. وسجل دخل الفرد الخاص بالمدينة 18,632 دولارًا. وكانت نسبة 16.4% من العائلات ونسبة 19.6% من السكان تحت خط الفقر، وكان من هؤلاء نسبة 29% تحت سن الثامنة عشر ونسبة 12.7% في الخامسة والستين من العمر وما فوق.

### تعداد عام 2010
بلغ عدد سكان بومونت 118,296 نسمة بحسب تعداد عام 2010، وبلغ عدد الأسر 45,648 أسرة وعدد العائلات 28,859 عائلة مقيمة في المدينة. في حين سجلت الكثافة السكانية 536.1 نسمة لكل كيلومتر مربع (1,388.5/ميل2). وبلغ عدد الوحدات السكنية 50,689 وحدة بمتوسط كثافة قدره 229.7 لكل كيلومتر مربع (594.9/ميل2).
وتوزع التركيب العرقي للمدينة بنسبة 39.77% من البيض و47.28% من الأمريكيين الأفارقة و0.55% من الأمريكيين الأصليين و3.29% من الأمريكيين ذوي الأصول الآسيوية و0.03% من سكان جزر المحيط الهادئ و7.09% من الأعراق الأخرى و1.99% من عرقين مختلطين أو أكثر و13.44% من الهسبانيون أو اللاتينيون من أي عرق.
بلغ عدد الأسر 45,648 أسرة كانت نسبة 33.6% منها لديها أطفال تحت سن الثامنة عشر تعيش معهم، وبلغت نسبة الأزواج القاطنين مع بعضهم البعض 38.7% من أصل المجموع الكلي للأسر، ونسبة 19.2% من الأسر كان لديها معيلات من الإناث دون وجود شريك، بينما كانت نسبة 5.2% من الأسر لديها معيلون من الذكور دون وجود شريكة وكانت نسبة 36.8% من غير العائلات. تألفت نسبة 30.7% من أصل جميع الأسر من عدة أفراد يعيشون في نفس المنزل ونسبة 9.9% كانت تتألف من شخص يعيش بمفرده يبلغ من العمر 65 عاماً أو أكثر. وبلغ متوسط حجم الأسرة المعيشية 2.48، أما متوسط حجم العائلات فبلغ 3.12.
بلغ العمر الوسطي للسكان 34.4 عاماً. وكانت نسبة 24.7% من القاطنين تحت سن الثامنة عشر، وكانت نسبة 12% بين الثامنة عشر والرابعة والعشرين عاماً، ونسبة 25.8% كانت واقعةً في الفئة العمرية ما بين الخامسة والعشرين والرابعة والأربعين عاماً، ونسبة 25.2% كانت ما بين الخامسة والأربعين والرابعة والستين، ونسبة 12.2% كانت ضمن فئة الخامسة والستين عاماً فما فوق. وتوزع التركيب الجنسي للسكان بنسبة 48.7% ذكور و51.3% إناث.

## المناخ
يظهر الجدول التالي التغييرات المناخية على مدار السنة لبومونت:
| البيانات المناخية لـبومونت                 | البيانات المناخية لـبومونت | البيانات المناخية لـبومونت | البيانات المناخية لـبومونت | البيانات المناخية لـبومونت | البيانات المناخية لـبومونت | البيانات المناخية لـبومونت | البيانات المناخية لـبومونت | البيانات المناخية لـبومونت | البيانات المناخية لـبومونت | البيانات المناخية لـبومونت | البيانات المناخية لـبومونت | البيانات المناخية لـبومونت | البيانات المناخية لـبومونت |
| الشهر                                      | يناير                      | فبراير                     | مارس                       | أبريل                      | مايو                       | يونيو                      | يوليو                      | أغسطس                      | سبتمبر                     | أكتوبر                     | نوفمبر                     | ديسمبر                     | المعدل السنوي              |
| ------------------------------------------ | -------------------------- | -------------------------- | -------------------------- | -------------------------- | -------------------------- | -------------------------- | -------------------------- | -------------------------- | -------------------------- | -------------------------- | -------------------------- | -------------------------- | -------------------------- |
| الدرجة القصوى °ف (°م)                      | 86 (30)                    | 90 (32)                    | 95 (35)                    | 94 (34)                    | 101 (38)                   | 106 (41)                   | 108 (42)                   | 108 (42)                   | 105 (41)                   | 99 (37)                    | 94 (34)                    | 86 (30)                    | 108 (42)                   |
| متوسط درجة الحرارة الكبرى °ف (°م)          | 62.2 (16.8)                | 64.5 (18.1)                | 71.6 (22.0)                | 79.2 (26.2)                | 85.8 (29.9)                | 90.9 (32.7)                | 92.2 (33.4)                | 93.2 (34.0)                | 88.1 (31.2)                | 80.9 (27.2)                | 72.0 (22.2)                | 62.8 (17.1)                | 78.6 (25.9)                |
| متوسط درجة الحرارة الصغرى °ف (°م)          | 42.5 (5.8)                 | 45.5 (7.5)                 | 52.1 (11.2)                | 60.0 (15.6)                | 68.0 (20.0)                | 73.4 (23.0)                | 75.3 (24.1)                | 74.8 (23.8)                | 69.8 (21.0)                | 60.7 (15.9)                | 51.7 (10.9)                | 42.5 (5.8)                 | 59.7 (15.4)                |
| أدنى درجة حرارة °ف (°م)                    | 11 (−12)                   | 10 (−12)                   | 20 (−7)                    | 32 (0)                     | 45 (7)                     | 53 (12)                    | 61 (16)                    | 58 (14)                    | 45 (7)                     | 30 (−1)                    | 22 (−6)                    | 12 (−11)                   | 10 (−12)                   |
| الهطول إنش (مم)                            | 4.94 (125)                 | 3.86 (98)                  | 3.50 (89)                  | 2.92 (74)                  | 5.18 (132)                 | 7.20 (183)                 | 6.20 (157)                 | 4.96 (126)                 | 6.35 (161)                 | 5.44 (138)                 | 4.78 (121)                 | 4.99 (127)                 | 60.34 (1٬533)              |
| متوسط أيام هطول الأمطار (≥ 0.01 in)        | 10.7                       | 9.8                        | 8.7                        | 6.6                        | 7.8                        | 10.7                       | 11.9                       | 10.8                       | 9.8                        | 7.8                        | 8.5                        | 10.5                       | 113.6                      |
| المصدر: NOAA The Weather Channel (records) |                            |                            |                            |                            |                            |                            |                            |                            |                            |                            |                            |                            |                            |

## توأمة
لبومونت اتفاقيات توأمة مع:
- بيبو

## أعلام
- بوب ماركيز
- مون موليكان
- إيرني هولمز
- جوني فينتر
- روبرت كريبن